# Say You Don't Want It
"Say You Don't Want It" é uma canção da banda indie pop inglesa One Night Only, lançada com o primeiro e único single do segundo álbum de estúdio da banda, One Night Only (2010).

## Music video
O vídeo musical, filmado em Nova York e dirigdo por James Lees, estreiou no Channel 4 em 26 de junho de 2010. O vídeo tem participação da atriz Emma Watson. George Craig se tornou amigo de Watson depois de aparecem juntos em uma campanha da Burberry.

## Lista de faixas
UK CD single 
1. "Say You Don't Want It" (edição da rádio) – 3:37
2. "Daydream" – 3:12
3. "Say You Don't Want It" (video) – 4:08
4. "Say You Don't Want It" (behind the scenes) – 6:38

Digital download
1. "Say You Don't Want It" (edição da rádio) – 3:37
2. "Say You Don't Want It" (video) – 4:08

## Paradas musicais
| Parada (2009)    | Melhor posição |
| ---------------- | -------------- |
| UK Singles Chart | 23             |